# Csepregi Zoltán (egyháztörténész)
Csepregi Zoltán (Budapest, 1964. február 8. –) magyar egyháztörténész, filológus, teológus, egyetemi tanár, megbízott rektor. A Magyar Tudományos Akadémia doktora (2011).

## Életpályája
1982–1988 között az Eötvös Loránd Tudományegyetem Bölcsészettudományi Kar latin-ógörög szakos hallgatója volt. 1983–1986 között az Evangélikus Teológiai Akadémia hallgatója volt. 1988–1989 között a Magyar Tudományos Akadémia Ókortudományi Kutatócsoportjának tudományos segédmunkatársa volt. 1989–1995 között a Budapest-Fasori Evangélikus Gimnázium oktatója volt. 1992–1993 között az erlangeni Friedrich Alexander Egyetemen tanult. 1994-ben tette le zárószigorlatát az Evangélikus Teológiai Akadémián. 1995–1998 között a JATE Bölcsészettudományi Karának hallgatója volt. 1995–1999 között az Evangélikus Teológiai Akadémia tanársegéde, 1999–2004 között docense, 2004-től egyetemi tanára, 2006–2010 között, valamint 2018-tól rektora. 1997 óta a Lelkipásztor szerkesztőbizottsági tagja. 1998 óta a Magyar Tudományos Akadémia egyháztörténeti albizottságának tagja. 1999-ben PhD fokozatot szerzett. 2000-től evangélikus lelkész. 2001-ben habilitált a Károli Gáspár Református Egyetem Hittudományi Karán. 2001–2003 között a Magyarországi Evangélikus Egyház Országos Bíróságának lelkészi elnöke volt. 2005–2006 között a Magyarországi Evangélikus Egyház Zsinatának lelkészi alelnöke volt. 2011-ben a Magyar Tudományos Akadémia doktora lett.

## Családja
Szülei: Csepregi Béla és Medgyaszay Piroska (1920–2012) voltak. Felesége, Gombocz Eszter. Három gyermeke van: Dóra (1997), Janka (2001) és Ábel (2004).

## Művei
- Magyar pietizmus 1700-1756 (2000)[5]
- Zsidómisszió, vérvád, hebraisztika (2004)

## Díjai
- Károli Gáspár-díj (2013)[6]
- Klaniczay-díj (2014)[6]